# Monday, Monday
Monday, Monday är en poplåt skriven av John Phillips och lanserad av The Mamas and the Papas 1966. Låten finns med på gruppens debutalbum If You Can Believe Your Eyes and Ears, och det var gruppens enda singel som toppade USA:s singellista Billboard Hot 100 och det blev även en stor hit internationellt sett. B-sidan var "Got a Feelin' ". Låten tilldelades en Grammy 1967 i kategorin "Bästa pop-framförande av duo eller grupp". Musiken är ett tydligt exempel på folkrock. 
"Monday, Monday" sjöngs in på svenska "Måndag, måndag" av Anna-Lena Löfgren, med Stikkan Andersson som textförfattare till den svenska låten. Galenskaparna och Aftershave har gjort en cover på låten. Då fick den namnet "Bandy, Bandy".

## Listplaceringar
| Lista (1966)   | Position              |
| -------------- | --------------------- |
| Finland        | 15                    |
| Flandern       | 2                     |
| Frankrike      | 21                    |
| Irland         | 4                     |
| Kanada         | 1 (RPM)               |
| Nederländerna  | 2                     |
| Norge          | 5 (VG-lista)          |
| Nya Zeeland    | 4 (NZ Listner)        |
| Storbritannien | 3                     |
| Sverige        | 11 (Kvällstoppen)     |
| Sverige        | 9 (Tio i topp)        |
| USA            | 1 (Billboard Hot 100) |
| Vallonien      | 7                     |
| Västtyskland   | 2                     |
| Österrike      | 2                     |